# میرتل استدمان
میرتل استدمان (انگلیسی: Myrtle Stedman؛ ۳ مارس ۱۸۸۳ – ۸ ژانویهٔ ۱۹۳۸) یک هنرپیشه، و خواننده اهل ایالات متحده آمریکا بود. وی بین سال‌های ۱۹۱۰ تا ۱۹۳۸ میلادی فعالیت می‌کرد.

## فیلم‌شناسی
- پیر گینت (۱۹۱۵)
- نفاق (۱۹۱۵)
- نان (۱۹۲۴)
- شراب (۱۹۲۴)